# Cephalodella hollowdayi
Cephalodella hollowdayi är en hjuldjursart som beskrevs av Koste 1986. Cephalodella hollowdayi ingår i släktet Cephalodella och familjen Notommatidae. Inga underarter finns listade i Catalogue of Life.